# Hikwé
Hikwe est une danse du peuple Bassa  qui exalte la beauté, le magnétisme et la fierté des femmes Bassa.

## Danse de la séduction
Hikwé est une danse de déclaration discrète de l'amour. À la tombée de la nuit, un chant est entonné pour accompagner la formation des couples. Par un geste discret, l'homme touche la hanche de la femme convoitée. Lorsqu'elle est intéressée, la femme répond à cette déclaration par le regard.